# Cảm tình viên (phim truyền hình)
Cảm tình viên (tiếng Anh: The Sympathizer) là một bộ phim truyền hình Mỹ ngắn tập thuộc thể loại hài đen – chính kịch – lịch sử phỏng theo tiểu thuyết năm 2015 giành giải Pulitzer cùng tên của nhà văn người Mỹ gốc Việt Nguyễn Thanh Việt. Bộ phim được hai nhà sản xuất phim truyền hình Park Chan-wook và Don McKellar đồng phát triển, trong khi Park cũng đảm nhiệm vai trò đạo diễn. Bộ phim ra mắt trên đài truyền hình HBO vào ngày 14 tháng 4 năm 2024, do A24 và Rhombus Media sản xuất.

## Nội dung
Phim kể về câu chuyện của Đại úy, một điệp viên hai mang cộng sản nằm vùng trong Quân lực Việt Nam Cộng hòa.  Khi Sài Gòn thất thủ, anh ta phải rời khỏi Việt Nam, đi theo vị tướng của mình.  Trong lúc sống trong cộng đồng người Việt tị nạn ở miền Nam California, anh tiếp tục theo dõi tình hình và báo cáo lại cho cấp trên ở Việt Nam, trong lúc phải đối mặt với những mâu thuẫn giữa lý tưởng ban đầu và cuộc sống mới.

## Diễn viên

### Chính
- Hoa Xuande vai Đại úy, một đại úy cảnh sát ở Sài Gòn và cũng là một điệp viên cộng sản nằm vùng[3]
- Robert Downey Jr. trong một số vai phản diện:[4]
  - Claude, điệp viên CIA, người cố vấn cho Đại úy
  - Niko, đạo diễn có ảnh hưởng đang làm một bộ phim về chiến tranh Việt Nam; nhân vật được phỏng theo Francis Ford Coppola
  - Giáo sư Hammer, giáo sư cao học của Đại úy
  - Ned Godwin, dân biểu ở miền Nam California, muốn lấy lòng cộng đồng người Mỹ gốc Việt tại đây
- Toan Le vai Tướng Trọng, vị tướng cấp cao, cấp trên của Đại úy
- Fred Nguyen Khan vai Bốn, bạn thân thời thơ ấu của Đại úy
- Duy Nguyễn vai Mẫn, bạn thân thời thơ ấu của Đại úy, cũng là người phụ trách tình báo của Đại úy
- Vy Le vai Lana, con gái của Tướng Trọng, người mà Đại úy có cảm tình
- Nguyễn Cao Kỳ Duyên vai Madame, phu nhân của Tướng Trọng
- Phanxinê vai Thiếu tá Oanh "Bánh bao"
- Kiều Chinh vai mẹ của Thiếu tá Oanh

### Phụ
- VyVy Nguyen vai vợ Thiếu tá Oanh
- Kayli Tran vai Giao liên cộng sản
- Scott Ly vai Gunner Dao
- Alan Trong vai Sonny (Trần Thuyết Sơn), đối thủ thân cộng thời du học của Đại úy, sau này trở thành nhà báo
- Sandra Oh vai Sofia Mori, thư ký của Giáo sư Hammer
- David Duchovny vai Ryan Glenn, diễn viên gạo cội cho bộ phim The Hamlet
- John Cho vai James Yoon, diễn viên gốc Hàn trong phim The Hamlet
- Max Whittington-Cooper vai Jamie Johnson, ca sĩ trẻ nổi tiếng và diễn viên mới trong The Hamlet
- Marine Delterme vai Monique, nhà thiết kế sản xuất cho phim The Hamlet

## Các tập
| TT. | Tiêu đề                            | Đạo diễn           | Kịch bản                                              | Ngày phát hành gốc  | Người xem tại Mỹ (triệu) |
| --- | ---------------------------------- | ------------------ | ----------------------------------------------------- | ------------------- | ------------------------ |
| 1 | "Death Wish"                       | Park Chan-wook     | Park Chan-wook và Don McKellar                        | 14 tháng 4 năm 2024 | 0,206                    |
| Nhân vật chính là một tù nhân trong trại cải tạo đang phải viết bản kiểm điểm. Anh vốn là một Đại úy trong sở cảnh sát đặc biệt Việt Nam Cộng hòa, đồng thời là một điệp viên cộng sản hai mang nằm vùng. Anh ta hoạt động dưới quyền Tướng Trọng. Anh có hai người bạn thân từ thời thơ ấu là Bốn và Mẫn. Mẫn là một nha sĩ, cũng là một điệp viên cộng sản hoạt động chung với Đại úy ở miền Nam, trong khi Bốn, thuộc Binh chủng Nhảy dù, thì không hề hay biết. Trong những ngày cuối cùng trước khi Sài Gòn thất thủ, Đại úy nhận nhiệm vụ đi theo Tướng Trọng di tản ra nước ngoài để theo dõi và báo cáo tình hình. Tại Căn cứ không quân Tân Sơn Nhứt, một máy bay trực thăng bị pháo kích cộng sản bắn rơi trúng vào vợ và con của Bốn trong lúc họ lên máy bay để di tản. |                                    |                    |                                                       |                     |                          |
| 2 | "Good Little Asian"                | Park Chan-wook     | Park Chan-wook & Don McKellar và Naomi Iizuka         | 21 tháng 4 năm 2024 | 0,147                    |
| Đại úy cùng Bốn đi theo Tướng Trọng tị nạn đến Mỹ. Sau một thời gian ở Trại Chaffee, anh và Bốn được giáo sư thời du học là Hammer bảo lãnh đến Los Angeles. Gia đình Tướng Trọng cũng được nhân viên tình báo CIA Claude bảo lãnh đến thành phố này. Tại đây, Đại úy bắt đầu mối quan hệ với Sofia Mori, thư ký của Hammer. Tướng Trọng mở một cửa tiệm bán rượu và nghi ngờ có một gián điệp trong cộng đồng tị nạn. Đại úy tiếp tục báo cáo tình hình cho Mẫn ở Việt Nam. Để đánh lạc hướng Tướng Trọng và Claude, Đại úy trút nghi ngờ lên đầu Thiếu tá Oanh. |                                    |                    |                                                       |                     |                          |
| 3 | "Love It or Leave It"              | Park Chan-wook     | Park Chan-wook & Don McKellar và Mark Richard         | 28 tháng 4 năm 2024 | 0,081                    |
| Nhận chỉ thị từ Tướng Trọng để "xử lý" Thiếu tá Oanh, Đại úy phân vân và gửi mật thư hỏi ý kiến của Mẫn. Trong lúc chờ hồi âm, Đại úy và Bốn theo dõi các hoạt động của Thiếu tá. Bốn tiết lộ anh từng được đào tạo trong chương trình tinh nhuệ F-6 nên rành cách giết người. Đại úy khám phá Thiếu tá đang xuất khẩu kẹo bánh Mỹ đã quá hạn sử dụng về Việt Nam để kiếm tiền và quyết định đợi sau lễ thượng thọ của mẹ Thiếu tá thì mới xử lý. Vào tối ngày Lễ Độc lập Hoa Kỳ, Đại úy lợi dụng âm thanh pháo nổ để lấn át tiếng súng và cùng Bốn bắn chết Thiếu tá. Sau cái chết của Thiếu tá, Claude cho Đại úy biết Oanh chính là người chỉ điểm Đại úy là gián điệp trong lúc được thẩm vấn. Sau đám tang, Claude giới thiệu Đại úy đến một đạo diễn có tiếng đang định làm một bộ phim về Việt Nam và muốn mời anh làm cố vấn. |                                    |                    |                                                       |                     |                          |
| 4 | "Give Us Some Good Lines"          | Fernando Meirelles | Park Chan-wook & Don McKellar                         | 5 tháng 5 năm 2024  | 0,070                    |
| Đại úy tham gia đoàn làm phim The Hamlet của đạo diễn Nico với vai trò cố vấn. Bộ phim lấy bối cảnh chiến tranh Việt Nam (tương tự như Apocalypse Now), và nhiệm vụ của Đại úy là cố vấn đoàn làm phim với quan điểm của người Việt, dù các vai người Việt trong phim không có lời thoại nào. Trên đường đến Napa để tham gia đoàn làm phim, anh phát hiện con gái của Tướng Trọng là Lana đã trốn lên xe theo anh. Trong lúc quay phim, anh chỉ ra rằng tất cả các diễn viên trong vai quần chúng đều không phải là người Việt, nên anh nhờ Tướng Trọng huy động cộng đồng người Việt tị nạn, trong đó có Bốn, để đóng vai quần chúng trong phim. Lana lúc này cũng tham gia với vai quần chúng, và cô có cảm tình với Jamie Johnson, một diễn viên trẻ. Đại úy tự ý thêm lời thoại tiếng Việt cho những diễn viên quần chúng, làm thay đổi ý nghĩa kịch bản của đạo diễn. Trong quá trình quay phim, Nico đã thêm một phân cảnh mà trong đó nhân vật do Lana diễn sẽ bị nhân vật chính hãm hiếp, và đặt tên cô là "Quế Linh", tức tên mẹ của Đại úy. Đại úy tức giận và bị sa thải. Nóng lòng cho Lana, anh can thiệp trong lúc quay và làm hỏng phân cảnh. Trong lúc đến thăm "mộ" của mẹ mình trong phim trường một lần cuối, Đại úy không hề hay biết khi toàn bộ cảnh quay bị pháo kích nổ tung cho phân cảnh cuối phim. |                                    |                    |                                                       |                     |                          |
| 5 | "All For One"                      | Marc Munden        | Park Chan-wook & Don McKellar và Maegan Houang        | 12 tháng 5 năm 2024 | 0,058                    |
| Sau khi bị thương tại phim trường, Đại úy được chuyển đến Los Angeles để nhập viện. Đại úy thương lượng được số tiền bồi thường là 15.000 đô la từ xưởng phim cùng với lời xin lỗi từ Nicos. Sau khi xuất viện, anh đưa số tiền bồi thường cho vợ của Thiếu tá Oanh. Vợ Oanh không nhận lấy, cho rằng Oanh đã bị Việt Cộng ám sát, và yêu cầu Đại úy quyên số tiền này cho kế hoạch phục quốc của Tướng Trọng. Giống như lời đồn, Tướng Trọng đang chuẩn bị một kế hoạch phục quốc, với trụ sở là quán phở do vợ ông điều hành. Đại úy cho rằng Tướng Trọng chỉ đang ảo tưởng, nhưng vẫn thu thập thông tin để báo cáo cho Mẫn. Đại úy đến nhà Nicos, dọa ông phải giữ hết các lời thoại tiếng Việt trong phim. Trở lại với bạn gái Sofia, anh khám phá rằng cô đã có người tình mới trong lúc 6 tháng xa nhau. Người đó chính là Sonny, một người anh từng quen thời du học, nay là một nhà báo cánh tả. Nhận được một vé mời từ Claude, Đại úy đến một hộp đêm, nơi Lana biểu diễn dưới nghệ danh Quế Linh. Tại trại cải tạo, Đại úy chán nản với công việc viết bản kiểm điểm hàng ngày và yêu cầu được gặp Mẫn, người có thể bảo lãnh anh ra khỏi trại. Anh được báo tin rằng họ không tìm ra tung tích nào về cấp trên "Mẫn" mà anh nhắc đến. Tại California, Tướng Trọng dẫn Đại úy đến một căn cứ bí mật, nơi ông đã huy động được nhiều cựu quân nhân để huấn luyện cho chiến dịch phục quốc. Đại úy ngỡ ngàng khi thấy Bốn đang huấn luyện các quân nhân. |                                    |                    |                                                       |                     |                          |
| 6 | "The Oriental Mode of Destruction" | Marc Munden        | Park Chan-wook & Don McKellar và Anchuli Felicia King | 19 tháng 5 năm 2024 | 0,062                    |
| Tại căn cứ huấn luyện, Đại úy nghe đến kế hoạch của Tướng Trọng đưa một tiểu đội trinh sát đến Thái Lan, rồi tiến vào Việt Nam qua đường bộ. Bốn sẽ tham gia vào tiểu đội này, bất chấp lời ngăn cản của Đại úy. Đại úy dò ra được kế hoạch của Tướng Trọng là do CIA tài trợ, qua trung gian là Ned Godwin, dân biểu Quốc hội của khu vực. Đại úy gửi thông tin anh thu thập được cho Sonny để anh ta vạch ra kế hoạch trên báo chí. Đồng thời, anh nhận chỉ thị từ Tướng Trọng để xử lý Sonny vì nguy cơ anh ta làm hỏng kế hoạch phục quốc. Đại úy đến nhà Sonny để đưa những hình ảnh anh đã thu thập được. Anh tiết lộ thân phận gián điệp của mình cho Sonny, rồi bắn chết Sonny, lấy lại bản thảo bài báo, rồi đốt nó. Sofia nghi ngờ Đại úy là người đã giết Sonny vì cô đã được Sonny cho biết về những hành động của Đại úy. Đại úy được Tướng Trọng cho phép tham gia vào tiểu đội trinh sát. Anh và Bốn lên máy bay trên đường đi đến Thái Lan. |                                    |                    |                                                       |                     |                          |
| 7 | "Endings Are Hard, Aren't They?"   | Marc Munden        | Park Chan-wook & Don McKellar                         | 26 tháng 5 năm 2024 | 0,088                    |
| Đại úy và Bốn cùng nhóm quân nhân đến Băng Cốc và được Claude chiêu đãi tại một quán bar trước khi thực hiện nhiệm vụ. Claude tiết lộ với Đại úy rằng ông đã nghe được lời thú nhận thân phận điệp viên mà anh đã nói với Sonny. Claude yêu cầu Đại úy uống một ly nước có tẩm thuốc để khỏi phải thi hành nhiệm vụ để họ có thể bàn về hành động của Đại úy. Tuy nhiên, Đại úy không uống và đến Việt Nam vào ngày hôm sau. Sau khi giao tranh với chính quyền Việt Nam, Đại úy và Bốn bị bắt và đưa đến một trại cải tạo, nơi Đại úy bắt đầu viết bản tự thú, nhưng thủ trưởng không chấp nhận đoạn kết mà Đại úy viết. Anh bị tra tấn để nhớ lại ký ức. Chính ủy của trại cải tạo chính là Mẫn, người đã bị thương trong ngày Giải phóng nên phải luôn trùm mặt. Trước khi cho Đại úy rời khỏi trại, Mẫn đòi hỏi Đại úy phải giải câu đố "Có gì quý hơn độc lập tự do?" Sau khi Đại úy trả lời chính xác là "Không có gì", anh được Mẫn hỗ trợ để cùng Bốn rời khỏi trại. Tối hôm đó, họ cùng đoàn người lên thuyền vượt biển, rời khỏi Việt Nam, bỏ lại những bóng ma trên bờ biển. Bộ phim kết thúc khi Bốn cùng những người vượt biên cất tiếng hát bài "Đại bác ru đêm" của Trịnh Công Sơn để vỗ về một đứa bé đang khóc trên thuyền. |                                    |                    |                                                       |                     |                          |

## Sản xuất
Theo tác giả Nguyễn Thanh Việt, ông đòi hỏi bộ phim chuyển thể từ tiểu thuyết The Sympathizer của mình cần phải đặt trọng tâm vào người Việt nói tiếng Việt. Ban đầu các nhà sản xuất gặp khó khăn với yêu cầu này, nhưng sau vụ giết hại George Floyd và sáu phụ nữ gốc Á ở Atlanta, Hollywood đã bắt đầu thay đổi tầm nhìn. Tháng 4 năm 2021, tác giả cho biết tiểu thuyết đã được A24 mua độc quyền để chuyển thể thành phim truyền hình dài tập do Park Chan-wook đạo diễn.  Rhombus Media cũng tham gia vào khâu sản xuất.  Vào tháng 7 cùng năm, HBO đã mua lại phim từ A24, và Robert Downey Jr. tham gia dự án với vai trò nhà sản xuất và diễn viên. Để bảo đảm phim được sản xuất trong tiểu bang, chính quyền California đã trao tín thuế trị giá 17.4 triệu USD cho đoàn làm phim. Marc Munden và Fernando Meirelles cũng được thuê để đạo diễn một số tập trong phim.
Đạo diễn tuyển vai Jennifer Venditti đã mở một cuộc tìm kiếm khắp thế giới để tìm các diễn viên gốc Việt cho phim. Các diễn viên Hoa Xuande, Fred Nguyen Khan, Toan Le, Vy Le, và Alan Trong sau đó được tuyển vào dàn diễn viên.  Các diễn viên Sandra Oh, Kiều Chinh, và Nguyễn Cao Kỳ Duyên cũng được tuyển vào các vai diễn thường xuyên vào tháng 11 năm 2022. Downey thì được chọn đóng vai một số nhân vật phụ phản diện, đại diện cho giới cầm quyền Mỹ. Tháng 5 năm 2023, Scott Ly và Marine Delterme cũng gia nhập dàn diễn viên, trong những vai thường xuyên.
Là phim về trải nghiệm của người Việt, hầu hết các diễn viên chính trong phim và đoàn làm phim đều là người gốc Việt, và hơn một nửa lời thoại là bằng tiếng Việt. Diễn viên chính Hoa Xuande cho biết anh đã phải học một khóa cấp tốc để trau dồi ngôn ngữ mẹ đẻ để chuẩn bị cho vai diễn. Diễn viên Phanxinê, vốn là một nhà làm phim có tiếng tại Việt Nam, cho biết anh muốn giữ bí mật việc tham gia đến phút chót là vì sợ gặp phản ứng chính trị, và một số bạn bè đã khuyên anh đừng tham gia. Khi được chọn cho vai Thiếu tá Oanh, anh đã phân vân trước khi nhận lời vì "nhạy cảm chính trị".  Cuối cùng, anh nhận lời vì cho rằng vai của mình là "an toàn" vì thể hiện điểm tốt của đàn ông Việt Nam, "một người sống vì gia đình, luôn chăm lo cho mẹ, vợ, và con". Fred Nguyen Khan và Duy Nguyễn, các diễn viên đóng vai Bốn và Mẫn (bạn thân của Đại úy) ở đời thật cũng là đôi bạn thân sinh sống tại Montréal.
Phim được quay tại Los Angeles và Thái Lan. Chính quyền Việt Nam đã liên tục từ chối cho phép quay phim tại nước này dù đoàn làm phim đã gửi hàng trăm lá thư để xin phép. Cuối cùng Thái Lan được chọn thay thế cho những cảnh Việt Nam. Downey đã cạo đầu trong quá trình quay phim để tiết kiệm thời gian mỗi lần phải đội tóc giả cho mỗi nhân vật mà ông đóng. Một phần lớn lời thoại trong diễn xuất của ông cũng được diễn viên ứng khẩu.

## Phát hành
Phim ra mắt trên kênh HBO và có trên dịch vụ phát trực tuyến Max vào ngày 14 tháng 4 năm 2024.

## Đón nhận
Trên trang web tổng hợp đánh giá Rotten Tomatoes, 87% trong số 45 bài phê bình được xác định là tích cực, với điểm trung bình là 8.3/10.  Nhìn chung các nhà bình luận đều đồng thuận ở nội dung: "Cảm tình viên hoàn tất một cách thỏa mãn việc chuyển thể từ phiên bản gốc vốn có nhiều tham vọng, diễn đạt được các đề tài cốt lõi dù có lúc phải vật lộn với cấu trúc." Trên Metacritic, phim có điểm trung bình 78/100, dựa theo 29 nhà phê bình, nhìn chung là tích cực.
Bộ phim nhận nhiều sự quan tâm từ cộng đồng gốc Việt tại California. Đối với thế hệ trẻ, bộ phim là cơ hội để trưng bày những câu chuyện về người Việt đến các khán giả trên thế giới. Đối với thế hệ lớn tuổi hơn, bộ phim đã gây một số bất bình – họ cho rằng việc đưa quan điểm của nhân vật chính, vốn là một điệp viên nằm vùng tại Los Angeles, đã đề cao quan điểm của cộng sản và bôi bác miền Nam. Dù vậy, cả hai thế hệ đều đồng ý rằng đây là một thời điểm quan trọng trong việc đưa người Việt vào Hollywood để những câu chuyện của người Việt được kể ra.

### Tại Việt Nam
Tại Việt Nam, chính quyền không những không cho phép quay mà còn cấm chiếu bộ phim này. Vào thời điểm bộ phim ra mắt, chưa có bản dịch nào của tác phẩm gốc được chính thức lưu hành tại đây, dù công ty Nhã Nam đã mua bản quyền dịch sau khi tiểu thuyết giành giải Pulitzer. Sau khi bộ phim ra mắt, nhiều bài báo trước đó từng tường thuật quá trình sản xuất của bộ phim đã bị gỡ bỏ và không còn truy cập được. BBC tiếng Việt suy đoán hiện tượng này là do "có một chỉ đạo kiểm duyệt từ cấp trung ương, hoặc là do ý thức tự kiểm duyệt của các nhà báo", dù sự kiểm duyệt có dấu hiệu không thống nhất vì các bài viết của Đài Truyền hình Việt Nam (VTV), Đài Tiếng nói Việt Nam (VOV), Báo Tuổi Trẻ... vẫn còn. Một bài báo trên tờ Tuổi trẻ Thủ đô cảnh báo rằng "các trang mạng xã hội của các thế lực thù địch [...] tung hô nội dung bộ phim và lồng ghép một cách khéo léo những chi tiết xuyên tạc lịch sử Việt Nam nhằm chống phá Đảng và Nhà nước" và kêu gọi các khán giả trẻ "cần nâng cao cảnh giác trước những thông tin sai lệch liên quan đến chủ quyền lãnh thổ cũng như lịch sử Việt Nam được các thế lực thù địch khéo léo lồng ghép, tuyên truyền thông qua các tác phẩm điện ảnh." Tờ Công an nhân dân thì cho rằng "các đối tượng chống đối" đã dựng bộ phim với "nội dung xuyên tạc" và việc phim được chiếu vào thời điểm gần ngày 30 tháng 4 là "với ý đồ tiêu cực, xuyên tạc chiến thắng của nhân dân Việt Nam."

## Giải thưởng
| Giải thưởng | Năm  | Hạng mục                                       | Người nhận | Kết quả      | Ref.   |
| ----------- | ---- | ---------------------------------------------- | --- | ------------ | ------ |
| Giải Gotham | 2024 | Phim truyền hình ngắn tập đột phá              | Park Chan-wook, Don McKellar, Jisun Back, Amanda Burrell, Robert Downey Jr., Susan Downey, Niv Fichman, Kim Ly, Ravi Nandan, Viet Thanh Nguyen , Mark Richard, Hallie Sekoff, Ron Schmidt, John Sloss | Chưa công bố | [ 34 ] |
| Giải Gotham | 2024 | Diễn xuất xuất sắc trong phim truyền hình ngắn | Hoa Xuande | Chưa công bố | [ 34 ] |